# Petrovice, Třebíč
Petrovice là một làng thuộc huyện Třebíč, vùng Vysočina, Cộng hòa Séc.